# سارا وليامز
سارا وليامز (بالإنجليزية: Sarah Williams)‏ (1837 - 25 أبريل 1868)؛ كاتِبة، شاعرة وروائية بريطانية.